# Mont Thielsen
Vous lisez un « bon article » labellisé en 2011.
Le mont Thielsen, Mount Thielsen en anglais, est un volcan éteint s'élevant à 2 799 mètres d'altitude dans la chaîne des Cascades, dans le Sud-Ouest de l'Oregon aux États-Unis. Il a la particularité d'être un stratovolcan reposant sur un volcan bouclier, témoins de sa composition intermédiaire dominée par du basalte andésitique. Il a cessé d'être actif depuis plusieurs dizaines voire centaines de milliers d'années et a ensuite connu une forte érosion sous l'effet des glaciations. Son aspect pyramidal lui vaut de nombreux impacts de foudre et la formation, à sa cime, d'une variété rare de fulgurite découverte seulement un an après la première ascension de la montagne par E. E. Hayden en 1883. Le sommet est nommé d'après un ingénieur du rail ayant joué un rôle majeur dans la construction du chemin de fer qui a permis le désenclavement de la région. La faune et la flore sont protégées au sein de la réserve intégrale du Mont Thielsen et de deux forêts nationales. Si elles sont traversées en randonnée par le sentier du Pacific Crest Trail, le sommet lui-même est relativement technique et peu gravi.

## Toponymie
Les Amérindiens Chinook, qui peuplent la région durant plusieurs siècles, appellent la montagne Hischokwolas ; pour les Klamath, elle est Hisc'akwalee?as. Elle est renommée par Jon Hurlburt, un explorateur polonais, en hommage à Hans Thielsen, un ingénieur du rail qui joue un rôle majeur dans la construction de l’Oregon and California Railroad à la fin du XIXe siècle. Le sommet est également surnommé Big Cowhorn (littéralement « grande corne de bœuf »), par opposition à Little Cowhorn, plus au nord.

## Géographie

### Situation

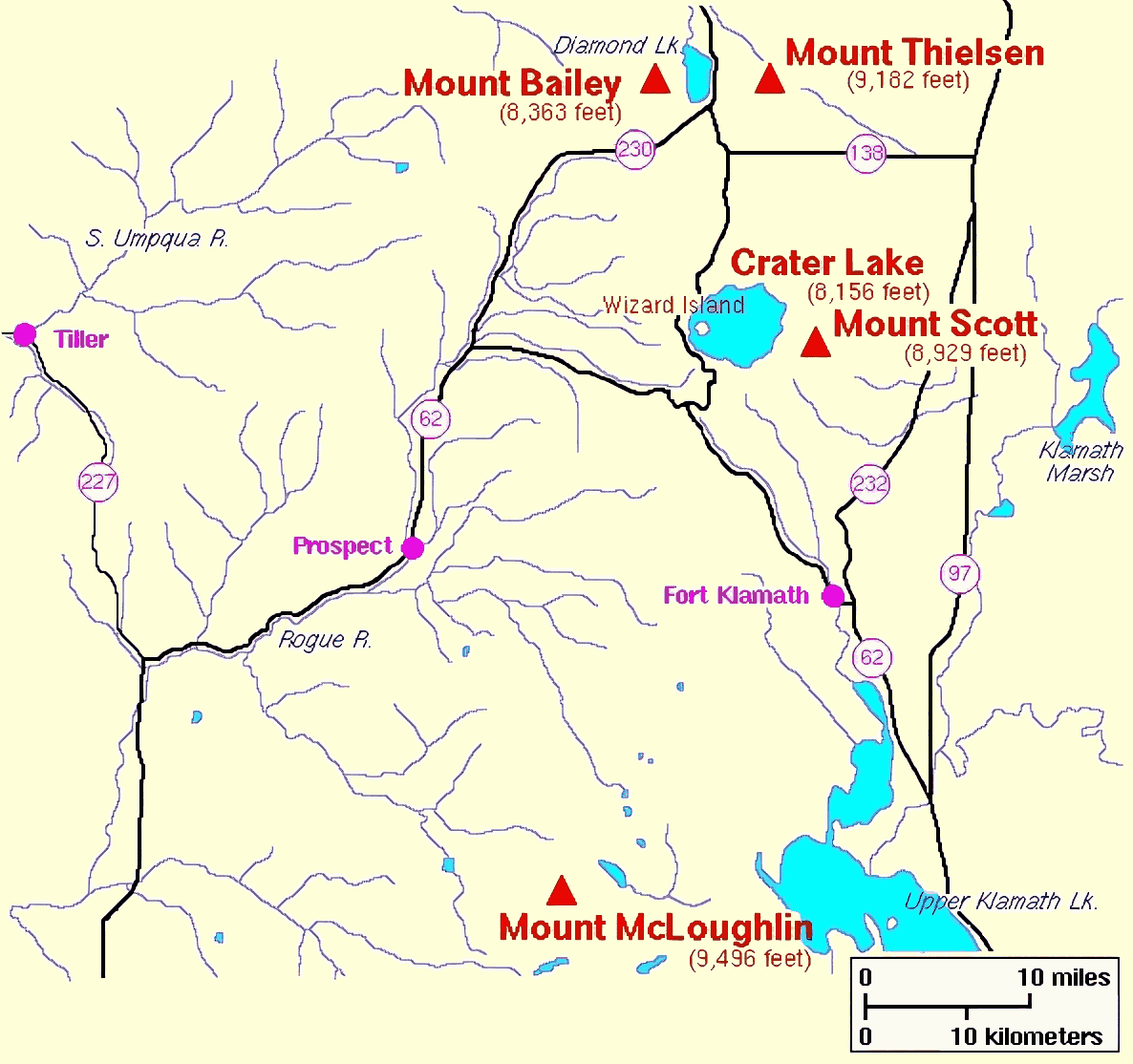
Carte de la chaîne des Cascades dans le Sud de l'Oregon.

Le mont Thielsen est situé aux États-Unis, dans le Sud-Ouest de l'État de l'Oregon. Son sommet s'élève dans le comté de Douglas alors que son versant oriental s'étale sur le comté de Klamath. Il se trouve à un peu plus de cinq kilomètres du lac Diamond et le double du mont Bailey, à l'est, une vingtaine au nord de Crater Lake et 81 kilomètres du mont McLoughlin, le sommet plus élevé le plus proche, tandis que Portland est à 260 kilomètres environ au nord-nord-ouest. Le mont Thielsen fait partie de la chaîne des Cascades.

### Topographie
Le mont Thielsen est un volcan fortement érodé. Son sommet, qui culmine à 2 799 mètres d'altitude,, est extrêmement acéré. Pour cette raison, il fait partie des sommets des High Cascades de l'Oregon qualifiés de « Matterhorns », en référence au nom allemand du Cervin. Il s'agit du plus élevé d'entre eux, plus haut que le mont Washington, le Three Fingered Jack, le mont Bailey et le pic Diamond. À la différence des autres volcans des High Cascades, ceux-ci sont éteints depuis 100 000 à 250 000 ans et ont conservé les traces de l'érosion glaciaire. Toute présence de cratère volcanique a disparu et la forme de la montagne s'approche de celle d'un pic pyramidal. La hauteur de culminance du mont Thielsen est de 1 024 mètres, ce qui en fait le dixième de l'État,. Il constitue le point culminant d'une arête d'une dizaine de kilomètres de long, Sawtooth Ridge, qui se prolonge au nord par Howlock Mountain (2 537 m) et Tipsoo Peak (2 449 m). Sa face nord abrite le minuscule glacier Lathrop. De petits cours d'eau s'écoulent au fond des cirques naturels formés sur les flancs de la montagne.

### Géologie

Schéma de la zone tectonique de la chaîne des Cascades.

L'arc volcanique des Cascades apparaît 36 millions d'années BP à l'aplomb d'une zone de subduction formée par l'enfoncement de la plaque Juan de Fuca sous la plaque nord-américaine. Le mont Thielsen naît 290 000 ans BP. Il fait partie des principaux volcans des High Cascades, apparus entre 3 millions d'années et 140 000 ans BP,,.
Comme le mont Bailey, plus jeune, il présente une composition intermédiaire de basalte andésitique qui leur vaut de former des stratovolcans moins imposants, se rapprochant de volcans boucliers, sans toutefois pouvoir être qualifiés de volcans rouges comme le Medicine Lake. Ainsi, le volume du mont Thielsen est estimé à plus de 8 km3.
La dernière éruption du volcan n'est pas connue avec précision. Elle est estimée à 100 000 à 250 000 ans BP, ce qui fait que sa période d'activité a été relativement courte. Le lac Diamond est issu d'une des éruptions du mont Thielsen. L'histoire éruptive peut être découpée en trois phases : une période où des coulées de lave édifient le cône volcanique, une période où les éruptions se font plus explosives avec émission de nuées ardentes et enfin une période où les éjectas s'accumulent pour former un nouveau cône entouré de dépôts volcaniques. En plus d'andésite basaltique, le mont Thielsen est composé de brèche et de tuf à palagonite ; ces roches sont entrecoupées de dykes. Les coulées de lave mesurent de trente centimètres à dix mètres d'épaisseur. Les alternances de brèches peuvent atteindre cent mètres. La dispersion de ces coulées suggère qu'elles aient pu être produites par des fontaines de lave.
Depuis qu'il est inactif, le mont Thielsen a connu deux ou trois glaciations qui l'ont fortement érodé et ont mis ses roches à nu, au cours du Pléistocène. Des glaciers importants sont présents au sommet jusqu'à la fin du petit âge glaciaire, au début du XXe siècle. Par ailleurs, sa subsidence a provoqué l'enfoncement des laves les plus récentes de 300 mètres environ sous le niveau du cratère.

### Climat

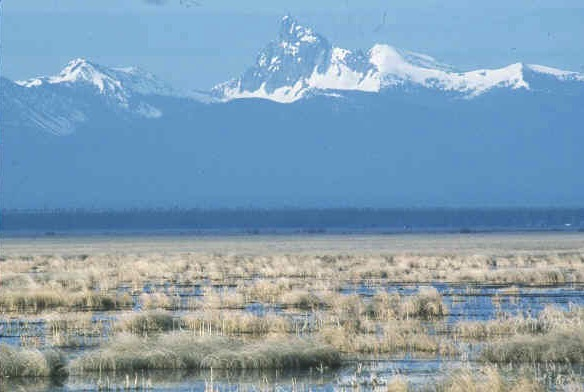
Vue du mont Thielsen enneigé depuis le refuge faunique national de Lower Klamath à l'ouest de la montagne.

Il n'existe pas de station météorologique permettant d'enregistrer le climat du mont Thielsen. La plus représentative est celle du Crater Lake, située à moins de trente kilomètres au sud, à environ 2 100 mètres d'altitude, soit l'équivalent de la limite des arbres au mont Thielsen. Le climat de ces deux volcans est caractérisé par des étés frais et des hivers très humides accompagnés d'importantes chutes de neige avec des influences continentales. Le record d'épaisseur neigeuse en Oregon a d'ailleurs été mesuré au Crater Lake avec plus de six mètres au sol à 2 100 mètres d'altitude. Plus de 90 % des précipitations y tombent entre le 1er octobre et le 31 mai. Les températures diminuent sensiblement avec l'altitude tandis que les précipitations augmentent. De violents orages peuvent frapper en été. Le mont Thielsen étant situé à proximité de la ligne de partage des eaux des Cascades, il agit comme une barrière face aux vents dominants d'ouest venant de l'océan Pacifique,. Les moyennes pluviométriques annuelles chutent sur les piémonts orientaux de la chaîne par le phénomène d'ombre pluviométrique,.
| Mois                                        | jan.       | fév.       | mars       | avril      | mai       | juin       | jui.      | août      | sep.       | oct.       | nov.       | déc.       | année      |
| ------------------------------------------- | ---------- | ---------- | ---------- | ---------- | --------- | ---------- | --------- | --------- | ---------- | ---------- | ---------- | ---------- | ---------- |
| Température minimale moyenne (°C)           | −7,9       | −7,6       | −7,2       | −5,3       | −2,1      | 1,1        | 4,9       | 4,8       | 2,3        | −0,9       | −4,8       | −7,2       | −2,5       |
| Température moyenne (°C)                    | −3,5       | −2,9       | −2,1       | 0,4        | 4,2       | 8          | 12,9      | 12,8      | 9,7        | 5          | −0,1       | −2,9       | 3,4        |
| Température maximale moyenne (°C)           | 1          | 1,8        | 3,1        | 6,1        | 10,3      | 14,9       | 20,9      | 20,9      | 17,2       | 11,1       | 4,6        | 1,4        | 9,4        |
| Record de froid (°C) date du record         | −29,4 1962 | −27,8 1933 | −21,7 1971 | −19,4 1922 | −15 1930  | −12,2 1954 | −7,8 1935 | −8,9 1925 | −11,7 1984 | −16,1 1919 | −21,7 1955 | −27,8 1924 | −29,4 1962 |
| Record de chaleur (°C) date du record       | 17,8 1920  | 18,9 1954  | 19,4 1921  | 21,7 1927  | 26,7 1931 | 37,8 1927  | 37,8 1922 | 34,4 1920 | 33,9 1922  | 27,2 1921  | 23,9 1931  | 19,4 1921  | 37,8 1922  |
| Précipitations (mm)                         | 260        | 203        | 192        | 124        | 81        | 58         | 19        | 24        | 53         | 126        | 235        | 285        | 1 659      |
| dont neige (cm)                             | 247        | 209        | 205        | 114        | 50        | 9          | 1         | 0         | 7          | 54         | 155        | 232        | 1 284      |
| Record de pluie en 24 h (mm) date du record | 113 1971   | 117 1951   | 93 1972    | 106 1937   | 48 1933   | 51 1947    | 44 1987   | 51 1983   | 67 1957    | 131 1950   | 108 1996   | 181 1964   | 181 1964   |
| Nombre de jours avec précipitations         | 18         | 16         | 17         | 14         | 10        | 8          | 3         | 4         | 6          | 10         | 15         | 17         | 139        |

| Diagramme climatique                                  |            |            |            |            |           |           |           |           |             |            |            |
| J                                                     | F          | M          | A          | M          | J         | J         | A         | S         | O           | N          | D          |
| 1−7,9260                                              | 1,8−7,6203 | 3,1−7,2192 | 6,1−5,3124 | 10,3−2,181 | 14,91,158 | 20,94,919 | 20,94,824 | 17,22,353 | 11,1−0,9126 | 4,6−4,8235 | 1,4−7,2285 |
| Moyennes : • Temp. maxi et mini °C • Précipitation mm |            |            |            |            |           |           |           |           |             |            |            |

### Faune et flore

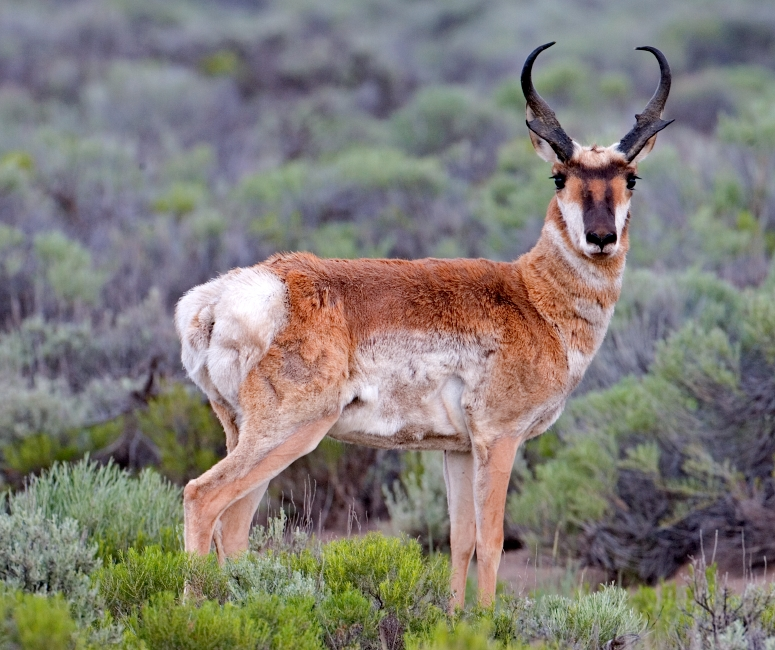
Photographie d'une Antilope d'Amérique prise en Oregon, à l'est de la région du mont Thielsen.

Une forêt d'énormes Cèdres à encens (Calocedrus decurrens) s'est naturellement développée près du lac Diamond, tandis qu'une autre, composée de Pins ponderosa (Pinus ponderosa), se trouve le long de l’Emile Big Tree Trail. Le versant occidental de la montagne est couvert de Polystics à épées (Polystichum munitum) et de Pins d'Oregon (Pseudotsuga menziesii). Le versant oriental, où pousse le Pin tordu (Pinus contorta), ainsi que la Pruche subalpine (Tsuga mertensiana), le Sapin gracieux (Abies amabilis) et le Pin à écorce blanche (Pinus albicaulis) à haute altitude jusqu'à la limite des arbres à 2 200 mètres,, abrite le Wapiti des montagnes Rocheuses (Cervus canadensis nelsoni), l'Antilope d'Amérique (Antilocapra americana), le Cerf à queue noire (Odocoileus hemionus), le Lynx roux (Lynx rufus), l'Ours noir (Ursus americanus) ou encore le puma (Puma concolor). Les cours d'eau sont peuplés de truites et plus rarement de l'espèce de meunier Catostomus warnerensis, alors que les lacs contiennent notamment l'Achigan à grande bouche (Micropterus salmoides). Les forêts servent de refuge au Canard colvert (Anas platyrhynchos), au Pygargue à tête blanche (Haliaeetus leucocephalus), à la Bernache du Canada (Branta canadensis), au Cygne siffleur (Cygnus columbianus) et occasionnellement au Faucon pèlerin (Falco peregrinus). Les pentes inférieures du mont Thielsen, bien que densément boisées, abritent une faible biodiversité de plantes.

## Histoire

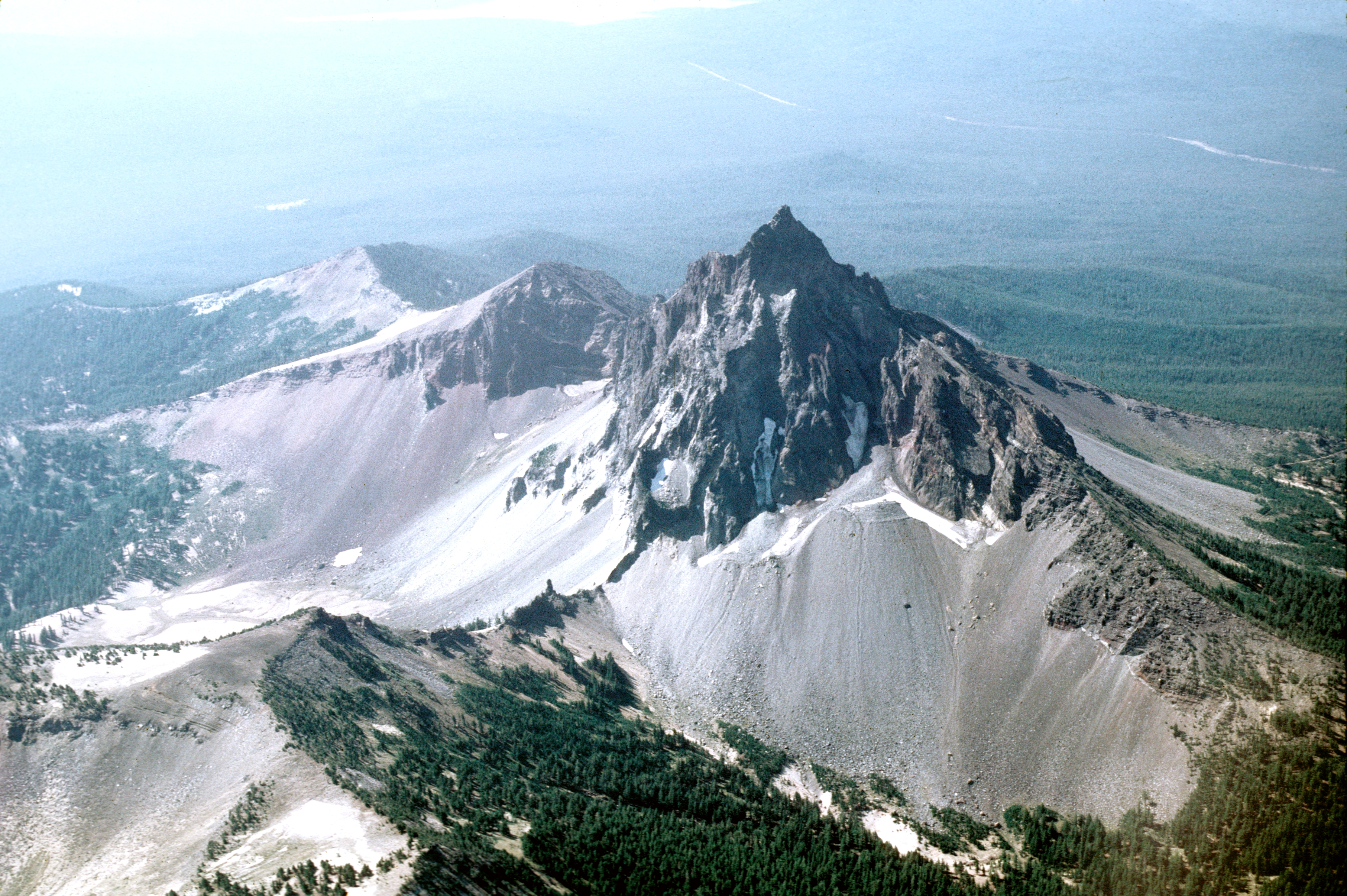
Vue aérienne du mont Thielsen mettant en évidence son sommet acéré.

La région est abondamment explorée dans la seconde moitié du XIXe siècle. La ruée vers l'or amène de nombreux prospecteurs et des tensions se font sentir avec les Amérindiens. Fort Klamath est construit en 1863, puis un chemin de fer pour le relier à la vallée du Rogue. Le mont Thielsen est gravi pour la première fois en 1883 par E. E. Hayden de l'United States Geological Survey, qui réalise une reconnaissance de la région,. L'été suivant, une équipe de l'United States Geological Survey menée par J. S. Diller commence l'étude systématique des montagnes de la chaîne des Cascades, y compris celle du mont Thielsen. Un membre de l'expédition gravit le sommet et rapporte des échantillons de fulgurite formés par les impacts de foudre. Leur fréquence est si élevée qu'ils valent au mont Thielsen le surnom de « paratonnerre des Cascades ». Ils ont formé une variété rare de ce minéraloïde, la lechateliérite,. Sa présence est limitée à la cime, dans un périmètre incluant les deux à trois derniers mètres de la montagne. Elle est décrite sous la forme de plaques de verre brun-noir à olive foncé ressemblant à des « taches grasses de peinture-émail ». Elle s'étale sur quelques centimètres de diamètre à, parfois, de longues lignes étroites d'une trentaine de centimètres de longueur. Leur apparence peut être irrégulière ou au contraire polie.

## Activités

### Randonnée
La montagne et les lacs alentour offrent des destinations privilégiées pour la pratique de la randonnée pédestre et du ski de randonnée. Le tronçon du Pacific Crest Trail traversant la réserve intégrale du Mont Thielsen est long de 42 kilomètres. Il est accessible depuis l'intersection entre l’Oregon Route 138 et l’Oregon Route 230,. En 2009, ce sentier a été désigné meilleur itinéraire de randonnée de l'Oregon. Le sommet est accessible à pied par un sentier de six kilomètres de long, sur le versant occidental, généralement peu fréquenté, malgré la présence de trois campings près du lac Diamond. Il devient relativement instable et cesse d'être balisé au-delà de la limite des arbres, le long de l'arête ouest. Les cinquante derniers mètres d'ascension sont plus techniques et cotés 3 à 4 ; ils nécessitent la pose des mains,. Quelques voies d'escalade existent même dans les parois de la cime. Il existe trois pistes pour le ski de randonnée sur le mont Thielsen, partant chacune d'un des différents cirques au pied de la montagne.

### Protection environnementale
La montagne est protégée depuis 1984 au sein de la réserve intégrale du Mont Thielsen qui s'étend sur 222,23 km2. Elle est gérée conjointement par la forêt nationale d'Umpqua, sur le versant occidental du volcan appartenant au comté de Douglas, qui a été créée en 1908 et couvre 3 990 km2, par la forêt nationale de Winema, sur son versant oriental appartenant au comté de Klamath, qui a été créée en 1961 et couvre 4 231 km2, ainsi que par la forêt nationale de Deschutes située plus au nord.